# ホリデーハウス
ホリデーハウス（holiday house、holiday cottage）とは、ヨーロッパやカナダなどにみられる、コテージやバンガロー形式の宿泊施設である。内部には家具や備品が備えられていることが一般的で、日本では貸別荘などにその類例をみることができる。